# Гійом Ліеб
Гійом Ліеб (фр. Guillaume Lieb, 13 лютого 1904, Бішвіллер — 13 травня 1978) — французький футболіст, що грав на позиції півзахисника. Виступав за клуби «Бішвіллер», «Ліон» та «Мюлуз», а також національну збірну Франції.

## Клубна кар'єра
Гійом Ліеб народився в 1904 році в місті Бішвіллер. У дорослому футболі дебютував 1924 року виступами за команду «Бішвіллер», в якій грав до 1926 році. З 1926 до 1927 року грав за напівпрофесійний клуб «Ліон», який не мав відношення до сучасного клубу з Ліона, а в 1927 році перейшов до складу клубу «Мюлуз», у якому грав до 1933 року, після чого завершив виступи на футбольних полях.

## Виступи за збірну
У 1925 році Гійом Ліеб дебютував у складі національної збірної Франції. Загалом протягом кар'єри в національній команді, в якій грав до 1929 року, провів у її формі 15 матчів, забивши 2 голи.
Помер Гійом Ліеб 13 травня 1978 року на 75-му році життя.